# 日南細田デジタルテレビ中継局
日南細田デジタルテレビ中継局（にちなんほそだデジタルテレビちゅうけいきょく）は、宮崎県日南市にあるデジタルテレビ中継局である。

## 概要
日南市上方地区、および日南市南郷町の国道220号沿線地域（JR榎原駅周辺地区を除く）を主な放送区域としている。

## 放送設備

### 所在地
- 宮崎県日南市上方（滝ヶ平山）

### 地上デジタルテレビ放送
| ID | 放送局名      | 放送局名      | 物理チャンネル | 空中線電力 | ERP   | 放送対象地域 | 放送区域内世帯数 |
| -- | ------------- | ------------- | -------------- | ---------- | ----- | ------------ | ---------------- |
| 1  | NHK宮崎       | 総合          | 14ch           | 300mW      | 770mW | 宮崎県       | 1,820世帯        |
| 2  | NHK宮崎       | Eテレ         | 13ch           | 300mW      | 670mW | 全国         | 1,820世帯        |
| 3  | UMKテレビ宮崎 | UMKテレビ宮崎 | 16ch           | 300mW      | 2.6W  | 宮崎県       | 1,820世帯        |
| 6  | MRT宮崎放送   | MRT宮崎放送   | 15ch           | 300mW      | 2.6W  | 宮崎県       | 1,820世帯        |

#### 補足
- 2008年10月24日予備免許交付、同12月8日試験放送開始、同12月29日本放送開始[2]。
- 実効輻射電力（ERP）：NHK総合が770mW[3]、NHK Eテレが670mW[4]、UMKテレビ宮崎・MRT宮崎放送が2.6Wである[5][6]。